# Sophoklis Venizelos

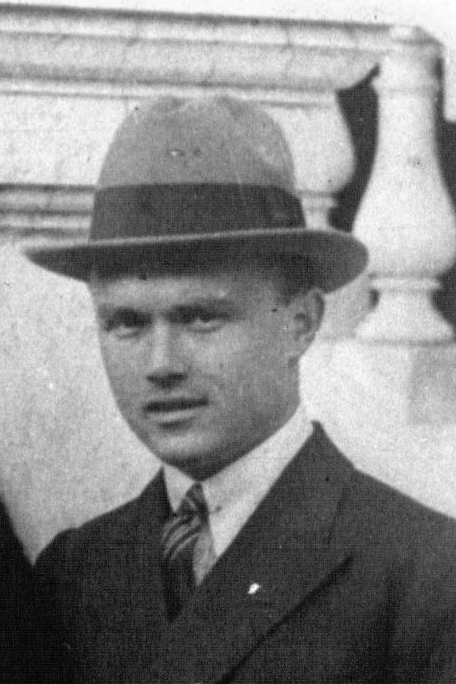
Sophoklis Venizelos, 1921

Sophoklis Venizelos (griechisch Σοφοκλής Βενιζέλος Sofoklis Venizelos; * 3. November 1894 in Chania; † 7. Februar 1964 auf der Überfahrt des Passagierschiffes „Greece“ von Chania nach Piräus) war ein griechischer Politiker und Ministerpräsident.

## Familie und militärische Laufbahn
Der zweite Sohn des siebenmaligen Ministerpräsidenten Eleftherios Venizelos wuchs nach dem Tode seiner Mutter wenige Tage nach seiner Geburt bei einer Tante auf. 1911 wurde er Kadett der Militärakademie und war während des Ersten Weltkrieges Soldat. Im Griechisch-Türkischen Krieg stieg er schließlich 1919 zum Hauptmann der Artillerie auf. Nach der Revolution von 1922 unter Nikolaos Plastiras war er bis 1930 Militärattaché an der Botschaft in Paris und wurde schließlich zum Oberst befördert.

## Politische Laufbahn

### Abgeordneter und Minister im Zweiten Weltkrieg
Seine politische Laufbahn begann am 1. November 1920 nach dem Ausscheiden aus der Armee mit seiner Wahl zum Abgeordneten der Nationalversammlung (Voulí ton Ellínon). Dort vertrat er die Interessen der Liberalen Partei seines Vaters für den Wahlbezirk von Chania. Nach dem Tode seines Vaters 1936 wurde er Mitglied des geschäftsführenden Vorstandes der Liberalen Partei.
Nach dem Einmarsch der Truppen der deutschen Wehrmacht in Griechenland 1941 wurde er Botschafter in den USA und repräsentierte dort später die sich in Kairo befindliche Exilregierung. Am 7. Mai 1943 wurde er Marineminister in der Regierung von Emmanouil Tsouderos.

### Dreimaliger Ministerpräsident
Am 13. April 1944 wurde er nach dem Rücktritt von Tsouderos erstmals selbst Ministerpräsident der Exilregierung in Kairo. Allerdings wurde er bereits am 26. April 1944 durch Georgios Papandreou in diesem Amt abgelöst. In dessen Kabinett der Nationalen Einheit war er bis zum 3. Januar 1945 Stellvertretender Ministerpräsident.
Nach dem Ende des Krieges kehrte er am 18. Oktober 1944 mit der Exilregierung nach Griechenland zurück und wurde Stellvertretender Vorsitzender der Liberalen Partei, die mittlerweile von Themistoklis Sofoulis geleitet wurde. Am 4. April 1946 wurde er Minister ohne Portefeuille im nur bis zum 18. April amtierenden Kabinett von Panagiotis Poulitsas. Im November 1948 wurde er schließlich Vorsitzender der Liberalen Partei.
Vom 23. März bis zum 15. April 1950 sowie vom 21. August 1950 bis zum 1. November 1951 war er erneut Ministerpräsident und Außenminister. Im dritten Kabinett von Plastiras war er von November 1951 bis Oktober 1952 Stellvertretender Ministerpräsident und verblieb zugleich Außenminister. Nach dem Beginn der Erkrankung von Plastiras war er ab dem 11. März 1952 amtierender Ministerpräsident. In dieser Zeit war er Leiter der griechischen Delegation für die Beitrittsverhandlungen zur NATO, deren Ratifizierung am 18. Februar 1952 durch die Nationalversammlung erfolgte. Danach erfolgte die Teilnahme griechischer Truppen am Koreakrieg. Des Weiteren wurde 1952 ein Gesetz zum aktiven und passiven Frauenwahlrecht verabschiedet.

### Spannungen mit Papandreou und Todesumstände
Nachdem 1954 die lebenslang bestehende Freundschaft zu Papandreou unterbrochen wurde, gründete er die Liberaldemokratische Union (FDE). Bei der Wahl zur Nationalversammlung von 1956 errang die FDE auf Anhieb 46 Mandate. Die politischen Spannungen wurden 1958 beendet. 1961 war er mit Papandreou einer der Mitbegründer der Enosis Kendrou (Zentrumsunion, EK). Am 8. November wurde Venizelos in dessen bis zum 30. Dezember 1963 amtierenden Kabinett Stellvertretender Ministerpräsident und Außenminister.
Zehn Tage vor den Wahlen zur Nationalversammlung am 17. Februar 1964 starb er auf dem Passagierschiff „Greece“(Ελλάς) bei der Überfahrt von seinem Wohnort Chania nach Piräus. Die Umstände seines unerwarteten Todes lösten in der Folge Spekulationen in der Presse aus. Sophoklis Venizelos wurde nach seinem Tod auf der Insel Kreta im Grab neben seinem Vater beigesetzt. Die kretische Reederei ANEK Lines benannte eine 1990 gebaute Personenfähre nach ihm.